# 伊藤過程
伊藤過程，又称扩散过程。

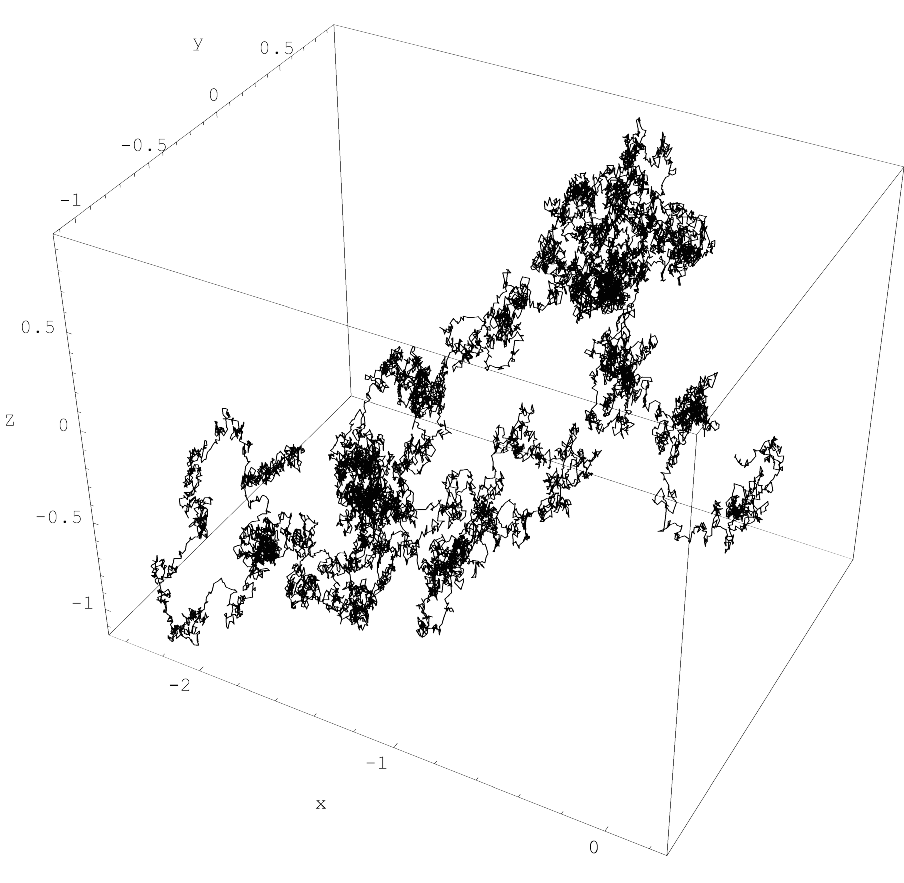
布朗运动是伊藤過程的一个例子.

伊藤過程是一个随机过程X符合以下随机微分方程等式：
{\displaystyle \mathrm {d} X_{t}=\mu (t,X_{t})\,\mathrm {d} t+\sigma (t,X_{t})\,\mathrm {d} W_{t},}
W 表示 標準布朗运动，μ 和 σ 符合利普希茨连续条件的可测函数
{\displaystyle |\mu (x)-\mu (y)|+|\sigma (x)-\sigma (y)|\leq C|x-y|}